# Július Brocka
Július Brocka (ur. 1 stycznia 1957 w Modrej) – słowacki inżynier i polityk, wiceprzewodniczący KDH, poseł do Rady Narodowej, minister pracy, spraw społecznych i rodziny w rządzie Jozefa Moravčíka.

## Życiorys
W latach 1976–1981 studiował na Słowackim Uniwersytecie Technicznym w Bratysławie, następnie zaś pracował jako projektant w przedsiębiorstwie Stavoprojekt w Trnawie. W 1990 związał się z Ruchem Chrześcijańsko-Demokratycznym, z ramienia którego był wybierany do Słowackiej Rady Narodowej w latach 1990, 1992, 1994, 1998, 2002, 2006, 2010 i 2012. Od maja do lipca 2004 był posłem do Parlamentu Europejskiego V kadencji. Pełnił funkcję przewodniczącego klubu poselskiego KDH w latach 1990–1992, zaś w 2000 objął funkcję wiceprzewodniczącego ugrupowania. W rządzie Jozefa Moravčíka w 1994 sprawował urząd ministra pracy, spraw społecznych i rodziny.